# Piperville

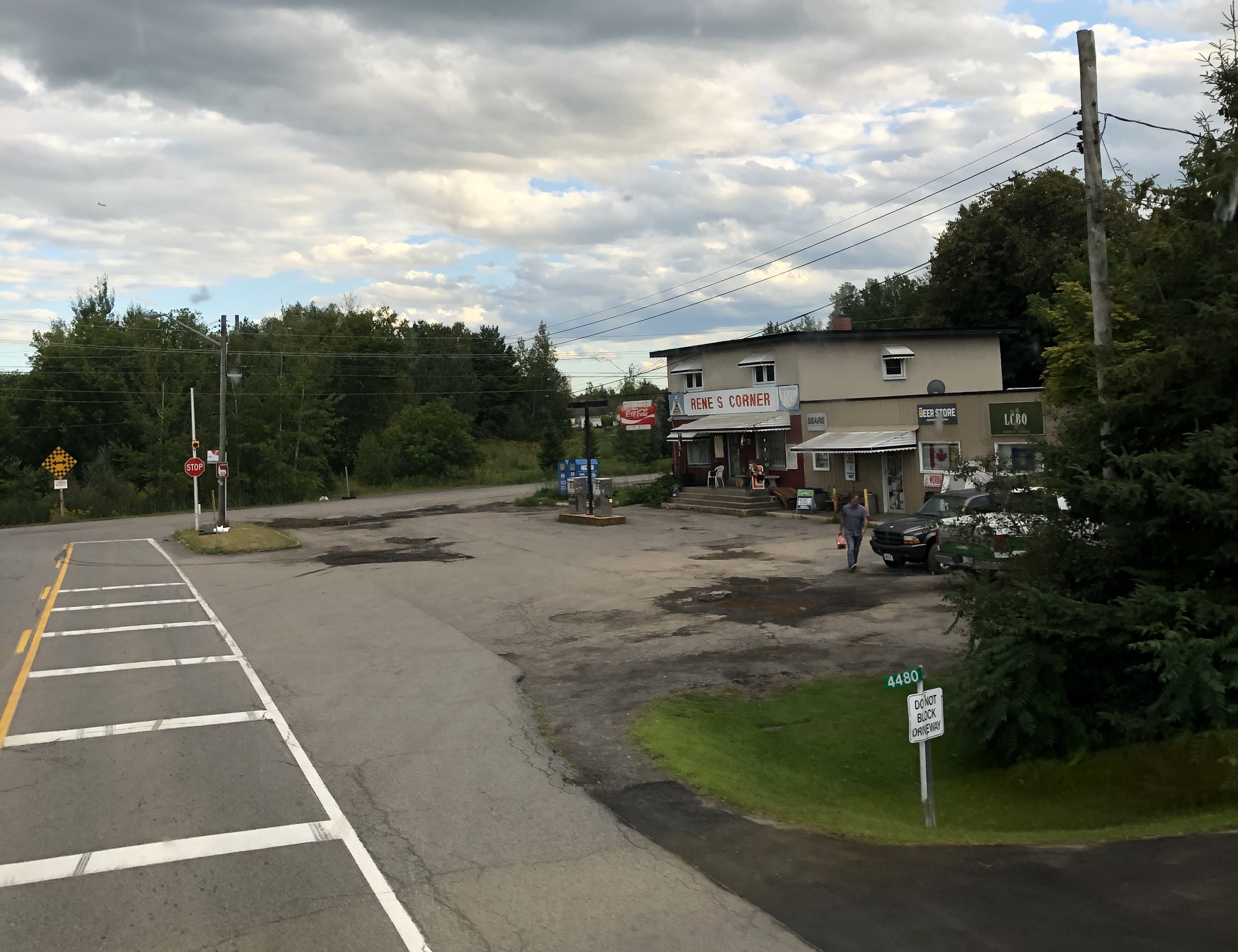
Chemin Anderson vers le sud, à l'intersection du chemin Piperville.

Piperville est une petite communauté rurale à Ottawa, Ontario, Canada, située environ 4 kilomètres au sud-ouest de Carlsbad Springs  et environ 16 kilomètres au sud-est du centre-ville d'Ottawa.

## Histoire
Le terrain où Piperville se trouve actuellement a été initialement un marais. Le chemin Russell d'aujourd'hui a été utilisé comme sentier pour les Algonquins qui transportaient des biens vers Ottawa. Le marais a été partiellement asséché au début des années 1880 par le Canada Atlantic Railway avec le but de rendre ces terres utilisables pour des pâturages. Une gare a été ouverte en 1901 et puis elle a été fermée en 1957. En 2012 le dépanneur dans la communauté a été filmé pendant la production de La Maison au bout de la rue en 2012. En 2013, les résidents ont voté pour changer le nom du ch. Eighth Line à ch. Piperville et le nom du ch. Ninth Line à ch. Thunder.

## À propos de la communauté
Le gouvernement fédéral catégorise Piperville comme une « communauté rurale dispersée »  située dans la région de Gloucester. Le parc Ludger Landry a une cour de récréation, un diamant de baseball, un terrain de soccer et un pavillon. Anderson Links est un terrain de golf dans la communauté. Il y existe aussi des sentiers de motoneige ainsi qu'une piste de ski de fond. Les routes notables incluent Chemin Piperville, Chemin Thunder, Chemin Hall, Voie Farmers, Chemin Leitrim, Chemin Anderson et Chemin Russell. Le gouvernement provincial considère l'intersection du Chemin Piperville et Voie Farmers comme le centre de la communauté. Il y a aussi une communauté de 55 ans et plus,. Les Hells Angels ont une présence importante à Piperville. CJRO-FM est une station de radio locale.

## Transport public
La ligne d'OC Transpo 222 à Vars traverse Piperville, qui la relie à la Ligne de la Confédération vers Ottawa via station Blair du lundi au vendredi, aucun service pour la fin de semaine. Voici les arrêts d’autobus : Anderson et Leitrim; Anderson et Piperville (montré dans la photo); Parc Landry; 4898 Piperville; 4992 Piperville; Piperville et Farmers; 5554 Piperville; Piperville et Hall; 5866 Piperville.